# Convenio que establece la Organización Mundial de la Propiedad Intelectual
El Convenio que establece la Organización Mundial de la Propiedad Intelectual, a veces referido de forma breve como Convenio de la OMPI, es un instrumento de derecho internacional firmado en Estocolmo el 14 de julio de 1967, cuyo fin primordial era constituir a la Organización Mundial de la Propiedad Intelectual (OMPI), organización internacional especializado en propiedad intelectual, el cual, desde 1974, se convirtió en un organismo especializado de la Organización de las Naciones Unidas (ONU).
El convenio entró en vigor en 1970 y tuvo enmiendas en 1979. Hasta el 9 de junio de 2022, el convenio tenía 193 países contratantes.

## Historia
A partir de las adopciones del Convenio de París para la Protección de la Propiedad Industrial en 1883 y del Convenio de Berna para la Protección de las Obras Literarias y Artísticas en 1886, se crearon dos oficinas internacionales para administrar dichos tratados y gestionar los derechos correspondientes, ambas con sede en Suecia. En 1893, el gobierno suizo integró ambas oficinas para conformar las BIRPI, esto es, Bureaux internationaux réunis pour la protection de la propriété intellectuelle (Oficinas Internacionales Reunidas para la Protección de la Propiedad Intelectual).
A inicios de la década de 1960 fue evidente la necesidad de una reforma profunda en la estructura y funcionamiento de las BIRPI, así como de las uniones de París y Berna y de otros tratados en materia de propiedad intelectual surgidos hasta entonces. Dicha reforma fue fuertemente impulsada por el entonces director de las BIRPI,  Georg H. C. Bodenhausen y su vicedirector Arpad Bogsch. Dichos esfuerzos culminarían en la Conferencia de Estocolmo de 1967 la cual adoptaría la Convención de la OMPI el 14 de julio de dicho año.El convenio entraría en vigor tres años después el 26 de abril de 1970.
El 28 de septiembre de 1979 la Asamblea General de la OMPI enmendó el texto del convenio, adoptando la redacción que sigue vigente actualmente.

## Países miembros
Conforme al texto del Convenio de la OMPI, pueden ser miembros de la OMPI y adherirse al convenio cualquier estado que pertenezca a cualquiera de las uniones administradas por la OMPI o cualquier otro estado que cumpla con los siguientes requisitos:
- Ser miembro de las Naciones Unidas, de alguno de sus organismos especializados o del Organismo Internacional de Energía Atómica;
- Ser parte en el Estatuto de la Corte Internacional de Justicia; o
- Ser invitado por la Asamblea General de la OMPI a adherirse al Convenio

Hasta el 9 de junio de 2022, el convenio tenía 193 países contratantes.